# Gabriele Rossetti (Sportschütze)
Gabriele Rossetti (* 7. März 1995 in Florenz) ist ein italienischer Sportschütze in der Disziplin Skeet. 2016 war er Olympiasieger in dieser Disziplin. 2024 wurde er Olympiasieger im Mixed.

## Sportliche Laufbahn
Gabriele Rossetti begann 2008 mit dem Sportschießen, ab 2010 nahm er im Juniorenbereich an internationalen Meisterschaften teil. 2012 war er Zweiter der Junioreneuropameisterschaften, 2014 gewann er sowohl die Junioreneuropameisterschaften als auch die Juniorenweltmeisterschaften. Im Jahr darauf wiederholte er den Sieg bei den Junioreneuropameisterschaften, bei den Juniorenweltmeisterschaften belegte er 2015 den dritten Platz. Außerdem siegte er 2015 beim Weltcup-Finale in Nikosia.
2016 belegte er bei den Europameisterschaften in der Erwachsenenklasse den zwölften Platz. Bei den Olympischen Spielen 2016 in Rio de Janeiro schoss er in der Qualifikation 121 Scheiben und benötigte 12 Schüsse im Shootout, bis er das Halbfinale erreicht hatte. Im Halbfinale konnten sich Rossetti und der Schwede Marcus Svensson mit 16 Treffern bei 16 Schüssen durchsetzen. Das Finale gewann Rossetti durch einen Treffer im 16. Schuss, bis dahin hatten beide Kontrahenten alle Scheiben getroffen.
2017 erhielt Rossetti bei den Europameisterschaften in Baku die Silbermedaille hinter dem Tschechen Miloš Slavíček. Bei den Weltmeisterschaften in Moskau gewann er den Titel mit zwei Treffern Vorsprung vor dem Deutschen Vincent Haaga. 2018 belegte Rossetti den neunten Platz bei den Europameisterschaften und den zehnten Platz bei den Weltmeisterschaften. 2019 wurden in Minsk die zweiten Europaspiele ausgetragen. Rossetti gewann im Männerwettbewerb die Bronzemedaille hinter dem Schweden Stefan Nilsson und dem Tschechen Tomáš Nýdrle. Im Mixed-Wettbewerb siegten Chiara Cainero und Gabriele Rossetti vor ihren Landsleuten Diana Bacosi und Riccardo Filippelli.
Bei den Olympischen Spielen 2024 in Paris gewann er gemeinsam mit Diana Bacosi den Mixed-Wettbewerb im Skeet.
Gabriele Rossetti ist Mitglied der Polizeisportgruppe Fiamme Oro. Sein Vater Bruno Rossetti gewann 1992 eine olympische Bronzemedaille im Skeet.